# Castello di Villa
Das Castello di Villa ist die Ruine einer Höhenburg auf einem Hügel über dem Dorf Challand-Saint-Victor im Val d’Ayas, nicht weit entfernt von Verrès. Die Burg war eine der ältesten im Aostatal und spielte eine wichtige Rolle in der Geschichte der Familie Challant. Von dort aus konnte die Straße entlang des Tales kontrolliert werden.

## Geschichte und Beschreibung

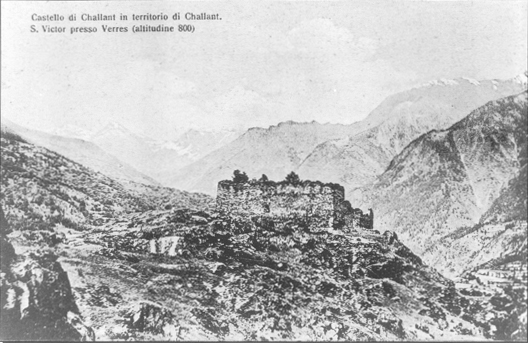
Die Burg auf einer Karte aus der Zeit von 1900–1920

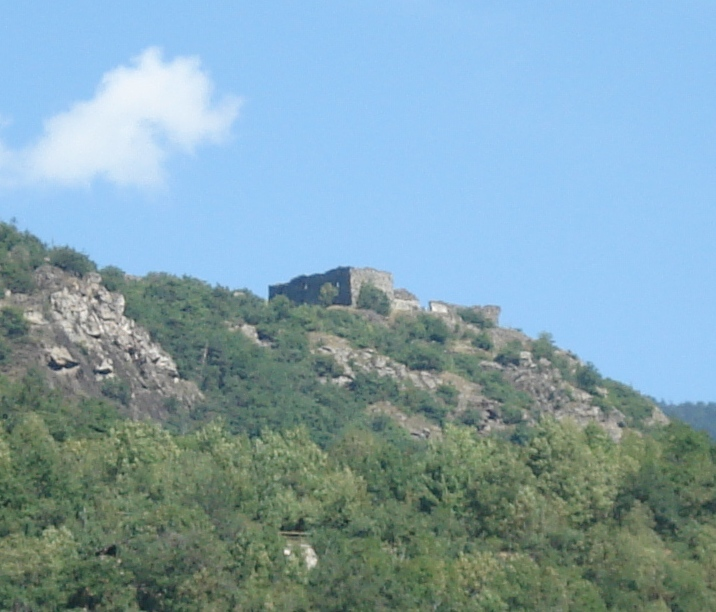
Die Ruinen der Burg von Verrès aus

Die Geschichte der Burg begann in den ersten Jahren des 13. Jahrhunderts, als der Graf Thomas I. von Savoyen dem Vizegraf von Aosta, Boson II. von Challant, das Lehen Ville-Challand überließ und ihm die Erlaubnis erteilte, eine Burg zu erbauen, vielleicht auf den Ruinen eines früheren Gebäudes.
In dem Dokument vom 13. April 1200, das die Verlehnung bestätigt, ist vermerkt:

Thomas, comes Maurianensis et in Italia marchio, concedimus dilecto nostro Bosoni vice comiti Augustensi castrum de Villa in feudum in augmentum sui feudi ut in eo edificet et castellet.
„Wir, Thomas, Graf von Moriana und Markgraf in Italien, vergeben an unseren teuren Boson, Vizegraf von Aosta, die Burg von Ville als Lehen, um sein Lehen zu vergrößern, und, damit er eine Burg erbaue.“

Ab diesem Moment begannen Boson und seine Nachfahren, den Namen „de Challant“ zu führen. Später gehörte die Burg dem Vizegrafen Godefroy I. von Challant (dem Enkel von Boson), wie in einem Dokument vom 19. Dezember 1241 erwähnt ist, und dann Aimon III. von Challant (Bruder von Godefroy); bald fiel sie an den Sohn von Godefroy, Yblet I. von Challant.
Yblet I. von Challant, auch „Ébal le grand“ genannt, ließ die Burg um- und ausbauen und machte sie zu seiner bevorzugten Wohnstatt. Auch wenn das Herrenhaus anfangs den Aufbau einer typischen, einfachen Burg des Aostatals gehabt haben muss (ein Turm mit einer Grundfläche von 5 × 7 Metern, umgeben von einer Umfassungsmauer), ließ Yblet die Mauer im Norden und Süden um 30 Meter verlängern und so den Hof vergrößern. So konnte er auf dem neuen, eingefriedeten Gelände im Osten eine Kapelle und ein anderes, rechteckiges Gebäude mit einer Grundfläche von 11 × 6 Metern errichten lassen. Alfredo d’Andrade beschrieb anlässlich seines Besuches im Jahre 1885, dass die Kapelle Reste von Fresken enthielt, die teilweise mit großer Akkuratesse und dekorativ gemalt waren, von denen aber nur einige Fragmente erhalten waren.

Grundriss der Burg von Carlo Nigra nach einer Skizze von Alfredo d’Andrade

Die Burg liegt in strategisch günstiger Lage zur Kontrolle der Straße im Ayastal, damals eine wichtige Verbindungsstraße mit dem Kanton Wallis. Von dort besteht Sichtverbindung zum Talgrund, in dem Schloss Verrès errichtet wurde, und zum anderen zum Tour de Bonot am Eingang des Dondeuil-Tales und darüber mit der Burg Graines.
Mitte des 14. Jahrhunderts war die Burg mit einer Garnison von mindestens 15 Soldaten geschützt. In der Folge wurde sie auf Geheiß von Catherine de Challant um 1430, während des Streits, den diese gegen ihren Vetter, Jacques de Challant-Aymavilles um das Erbe ihres Vaters, François de Challant, führte, endgültig umgebaut und befestigt. Das Herrenhaus spielte eine zentrale Rolle in einer der Episoden um die Gräfin 1453, als einige von Herzog Ludwig von Savoyen eingesetzte Kommissare sich dorthin begaben und befahlen, die Burg an Marguerite de Challant, die Schwester von Catherine, zu übergeben, aber mit Steinen und Pfeilen in die Flucht geschlagen wurden. Bei dieser Gelegenheit schien es, dass auf der Burg 70 Bewaffnete stationiert waren.
Nach der Niederlage von Catherine, die gezwungen war, ihre Besitzungen an ihren Vetter abzutreten, begann für die Burg eine Zeit des Niedergangs, in der sie nicht mehr genutzt wurde und vermutlich als Quelle für Baumaterial diente, so wie es vielleicht schon Yblet de Challant beim Bau des Schlosses Verrès gemacht hatte.
Von der Burg blieben nur Ruinen übrig, die wegen Einsturzgefahr nicht öffentlich zugänglich sind. Darunter kann man Teile der Umfassungsmauer in zwei Stockwerken, einige Fenster und Schießscharten, die Reste der Zisterne und Reste einiger Fresken erkennen.